# Kō Shibasaki
Kō Shibasaki (jap. 柴咲 コウ Shibasaki Kō; ur. 5 sierpnia 1981), właśc. Yukie Yamamura (jap. 山村 幸恵 Yamamura Yukie) – japońska aktorka, piosenkarka i bizneswoman oraz laureatka nagród Japońskiej Akademii Filmowej.
Jej pseudonim sceniczny został zaczerpnięty od głównej bohaterki mangi „Golden Delicious Apple Sherbet” napisanej przez Junko Kawakami.

## Życiorys
Shibasaki urodziła się 5 sierpnia 1981 roku w Tokio. Zadebiutowała w show-biznesie w 1998 roku w programie stacji TBS „Club 6”. Rok później jej popularność wzrosła dzięki udziałowi w reklamie kosmetyków „Pond's Double White” firmy Nippon Lever (obecnie Unilever Japan). Od tego czasu zagrała w licznych dramach i filmach.
W 2001 roku otrzymała nagrodę dla debiutanta roku i najlepszej aktorki drugoplanowej podczas gali Japońskiej Akademii Filmowej za rolę Sakurai Tsubaki w filmie „Go”.
W 2002 roku zadebiutowała jako piosenkarka singlem „Trust my feelings” z japońskim oddziałem Universal Music. Rok później w 2003 roku Shibasaki wydała „Tsuki no Shizuku”, piosenkę przewodnią do filmu „Yomigaeri” pod pseudonimem RUI, która stała się wielkim hitem, sprzedając się w przeszło milionie egzemplarzy, a singel osiągnęła pierwsze miejsce na liście przebojów Oricon.
W kolejnych latach wystąpiła w takich filmach jak „Yomigaeri”, „Crying Out Love in the Center of the World”, „House of Himiko”, „Nihon Chinbotsu”, „The Star of Prefecture Government”, „Dororo” oraz „Suspect X” i dramach „Good Luck!!” z Takuyą Kimurą, „Orange Days” oraz „Galileo”.
W październiku 2011 roku Shibasaki, DECO*27 i TeddyLoid ogłosili, że połączyli siły, by stworzyć nowy zespół pod nazwą galaxias!. Cała trójka pracowała wcześniej przy singlu Shibasaki „Mukei Spirit”.
Jesienią 2013 roku wystąpiła w dramie „Ando Lloyd - A.I. Knows Love?”, w której ponownie zagrała u boku Takuya Kimury. Shibasaki w lipcu 2014 roku przeniosła się z Universal Music Japan do Victor Entertainment.

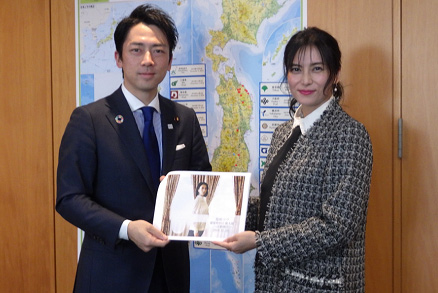
Kō Shibasaki z Ministrem Środowiska Shinjirō Koizumim 20 grudnia 2019 roku

W roku 2016 założyła firmę „Les Trois Graces”. Na starcie działalności przedsiębiorstwo skupiało się na temacie „żywności, odzieży i zakwaterowania”, a następnie również na działalności rozrywkowej. W kolejnym roku zagrała główną rolę Ii Naotory w taiga dramie „Onna Jōshu Naotora”.
W 2018 roku została mianowana „Specjalnym Ambasadorem Środowiska” przez Ministerstwo Środowiska. W tym samym roku wydała piosenkę w języku angielskim „Blessing” dla globalnej publiczności i oznajmiła, że będzie używała pseudonimu MuseK podczas występów poza krajem.
31 marca 2020 roku Shibasaki odeszła z Stardust Promotion, agencji, z którą była związana od debiutu i dołączyła do „Les Trois Graces”, której jest przedstawicielem.
W latach 2021 - 2025 zagrała w produkcjach „Baragaki: Unbroken Samurai”, „Silent Parade”, „XXXHOLiC”, „Don't Call It Mystery” i „Sham”.

## Wybrana filmografia

### Dramy
| Rok  | Tytuł                                                                                | Rola            | Stacja telewizyjna | Uwagi                                           |
| ---- | ------------------------------------------------------------------------------------ | --------------- | ------------------ | ----------------------------------------------- |
| 2000 | Another Heaven ~Eclipse~ (アナザヘヴン～eclipse～)                                   | Rumi Kiuchi     | TV Asahi           |                                                 |
| 2001 | Face (FACE〜見知らぬ恋人〜)                                                          | Asako Okuno     | NTV                |                                                 |
| 2001 | Let's Go Nagata-cho (レッツ・ゴー!永田町)                                            | Suzuko Hirose   | NTV                |                                                 |
| 2002 | Yume no California (夢のカリフォルニア)                                              | Kotomi Ooba     | TBS                |                                                 |
| 2002 | Sora Kara Furu Ichioku no Hoshi (空から降る一億の星)                                 | Yuki Miyashita  | Fuji TV            | Główna rola                                     |
| 2002 | Renai Hensachi (恋愛偏差値 - 彼女の嫌いな彼女)                                       | Chie Yoshizawa  | Fuji TV            | Główna rola                                     |
| 2003 | Good Luck!! (グッドラック！！)                                                       | Ayumi Ogawa     | TBS                |                                                 |
| 2003 | Dr. Koto Shinryojo (Dr.コトー診療所)                                                 | Ayaka Hoshino   | Fuji TV            |                                                 |
| 2004 | Orange Days (オレンジデイズ)                                                         | Sae Hagio       | TBS                | Główna rola                                     |
| 2006 | Dr. Koto Shinryojo 2006 (Dr.コトー診療所2006)                                        | Ayaka Hoshino   | Fuji TV            |                                                 |
| 2007 | Galileo (ガリレオ)                                                                   | Kaoru Utsumi    | Fuji TV            | Zaśpiewała piosenka przewodnia pod nazwą „KOH+” |
| 2010 | Wagaya no Rekishi (わが家の歴史)                                                     | Masako Yame     | Fuji TV            | Główna rola                                     |
| 2011 | The Diplomat Kosaku Kuroda (外交官 黒田康作)                                         | Rikako Ogaki    | Fuji TV            |                                                 |
| 2013 | Galileo 2 (ガリレオ（第2シリーズ）)                                                  | Kaoru Utsumi    | Fuji TV            | Odc. 1                                          |
| 2013 | Galileo XX (ガリレオXX 内海薫最後の事件 愚弄ぶ）)                                    | Kaoru Utsumi    | Fuji TV            | Główna rola, jednoodcinkowa drama               |
| 2013 | Ando Lloyd - A.I. Knows Love? (安堂ロイド～A.I. knows LOVE ?～)                      | Asahi Ando      | TBS                |                                                 |
| 2014 | Nobunaga Concerto (信長協奏曲)                                                       | Kicho           | Fuji TV            |                                                 |
| 2015 | Marumaru Tsuma (○○妻)                                                                | Hikari          | NTV                | Główna rola                                     |
| 2016 | Koori no Wadachi (氷の轍)                                                            | Mayu Daimon     | TV Asahi           | Główna rola                                     |
| 2017 | Onna Jōshu Naotora (おんな城主 直虎)                                                 | Ii Naotora      | NHK                | Główna rola, taiga drama                        |
| 2019 | Saka no Tochu no Ie (坂の途中の家)                                                   | Risako Yamazaki | WOWOW              | Główna rola                                     |
| 2020 | Ima da kara Shin Saku Dorama Tsukutte Mimashita (今だから、新作ドラマ作ってみました) | Kō Shibasaki    | NHK                | Główna rola, odc. 3, we własnej osobie          |
| 2020 | 35-sai no Shojo (35歳の少女)                                                         | Nozomi Imamura  | NTV                | Główna rola                                     |
| 2022 | Invisible (インビジブル)                                                             | Kiriko          | TBS                |                                                 |

### Filmy
| Rok  | Tytuł                                                                      | Rola               | Uwagi                                                     |
| ---- | -------------------------------------------------------------------------- | ------------------ | --------------------------------------------------------- |
| 2000 | Tokyo Trash Baby (東京ゴミ女)                                              | Kyoko              |                                                           |
| 2000 | Battle Royale (バトル・ロワイアル)                                         | Mitsuko Souma      |                                                           |
| 2001 | Go (GO)                                                                    | Tsubaki Sakurai    |                                                           |
| 2001 | Kakashi (案山子 KAKASHI)                                                   | Izumi Miyamori     |                                                           |
| 2002 | Drive (DRIVE)                                                              | Sumire Sakai       | Główna rola                                               |
| 2003 | Yomigaeri (黄泉がえり)                                                     | Rui                |                                                           |
| 2004 | Nieodebrane połączenie (着信アリ)                                          | Yumi Nakamura      | Główna rola                                               |
| 2004 | Crying Out Love in the Center of the World (世界の中心で、愛をさけぶ)      | Ritsuko Fujimura   | Główna rola                                               |
| 2005 | Kami kara hajimaru monogatari (髪からはじまる物語)                         |                    | Główna rola, dystrybucja internetowa                      |
| 2005 | House of Himiko (メゾン・ド・ヒミコ)                                       | Saori Yoshida      | Główna rola                                               |
| 2006 | The Star of Prefecture Government (県庁の星)                               | Aki Ninomiya       | Główna rola                                               |
| 2006 | Żywot Matsuko (嫌われ松子の一生)                                           | Asuka Watanabe     |                                                           |
| 2006 | Nihon Chinbotsu (日本沈没)                                                 | Reiko Abe          | Główna rola                                               |
| 2007 | Dororo (どろろ)                                                            | Dororo             |                                                           |
| 2007 | Maiko Haaaan!!! (舞妓Haaaan!!!)                                            | Fujiko Osawa       | Główna rola                                               |
| 2008 | Shaolin Girl (少林少女)                                                    | Rin Sakurazawa     | Główna rola                                               |
| 2008 | Suspect X (容疑者Xの献身)                                                  | Kaoru Utsumi       |                                                           |
| 2010 | Rinco's Restaurant (食堂かたつむり)                                        | Rinko              | Główna rola                                               |
| 2010 | The Lady Shogun and Her Men (大奥 ＜男女逆転＞)                            | Yoshimune Tokugawa |                                                           |
| 2013 | Sue, Mai & Sawa: Righting the Girl Ship (すーちゃん まいちゃん さわ子さん) | Yoshiko Morimoto   | Główna rola                                               |
| 2013 | 47 roninów (47 RONIN)                                                      | Mika               | Produkcja USA                                             |
| 2014 | A Bolt from the Blue (青天の霹靂)                                          | Etsuko             |                                                           |
| 2014 | Po twoim trupie (喰女-クイメ-)                                             | Miyuki Goto / Oiwa |                                                           |
| 2016 | Nobunaga Concerto (信長協奏曲)                                             | Kicho              |                                                           |
| 2019 | The Island of Cats (ねことじいちゃん)                                      | Michiko            |                                                           |
| 2021 | Baragaki: Unbroken Samurai (燃えよ剣)                                      | Oyuki              |                                                           |
| 2022 | MIRRORLIAR FILMS Season2 (ミラーライアーフィルムズ Season2)                |                    | Była jedną ze scenarzystów i reżyserów filmu oraz aktorką |
| 2022 | Miko.Kannagi (「巫.KANNAGI」)                                              |                    | Była scenarzystką i reżyserką filmu oraz aktorką          |
| 2022 | XXXHOLiC (ホリック xxxHOLiC)                                               | Yuko Ichihara      | Główna rola                                               |
| 2022 | Silent Parade (沈黙のパレード)                                             | Kaoru Utsumi       |                                                           |
| 2022 | Three Sisters of Tenmasou (天間荘の三姉妹)                                 | Izuko              |                                                           |
| 2022 | Phases of the Moon (月の満ち欠け)                                          | Kozue Osanai       |                                                           |
| 2022 | Dr. Coto's Clinic (Dr.コトー診療所)                                        | Ayaka Goto         |                                                           |
| 2023 | Don't Call It Mystery (ミステリと言う勿れ)                                 | Yura Akamine       |                                                           |
| 2024 | Serpent's Path (蛇の道)                                                    | Sayoko             | Główna rola                                               |
| 2025 | Sham (でっちあげ〜殺人教師と呼ばれた男)                                    | Ritsuko Himuro     |                                                           |
| 2025 | Bring Him Down to a Portable Size (兄を持ち運べるサイズに)                 | Riko Murai         | Główna rola                                               |
| 2026 | Toki ni wa Zange wo (時には懺悔を)                                         | Yuki               |                                                           |

## Dyskografia

### Albumy
| #                             | Tytuł                                  | Data wydania                  | Oricon Najwyższa pozycja      | Uwagi                         | Przy.                         |
| Wydawca Universal Music Japan | Wydawca Universal Music Japan          | Wydawca Universal Music Japan | Wydawca Universal Music Japan | Wydawca Universal Music Japan | Wydawca Universal Music Japan |
| ----------------------------- | -------------------------------------- | ----------------------------- | ----------------------------- | ----------------------------- | ----------------------------- |
| 1                             | Mitsu (蜜)                             | 11 lutego 2004                | 2                             | Album studyjny                | [ 13 ]                        |
| 2                             | Hitori Asobi (ひとりあそび)            | 14 grudnia 2005               | 6                             | Album studyjny                | [ 13 ]                        |
| 3                             | Kiki♥ (嬉々♥)                          | 25 kwietnia 2007              | 3                             | Album studyjny                | [ 13 ]                        |
| Wydawca Nayutawave Records    |                                        |                               |                               |                               |                               |
| 1                             | Single Best                            | 12 marca 2008                 | 1                             | Album kompilacyjny            | [ 13 ]                        |
| 2                             | The Back Best                          | 12 marca 2008                 | 3                             | Album kompilacyjny            | [ 13 ]                        |
| 3                             | Love Paranoia                          | 18 listopada 2009             | 2                             | Album studyjny                | [ 13 ]                        |
| 4                             | Love&Ballad Selection                  | 30 czerwca 2010               | 9                             | Album kompilacyjny            | [ 13 ]                        |
| 5                             | Circle Cycle                           | 18 maja 2011                  | 3                             | Album studyjny                | [ 13 ]                        |
| 6                             | Lyrical*Wonder (リリカル＊ワンダー)    | 12 grudnia 2012               | 20                            | Album studyjny                | [ 13 ]                        |
| Wydawca Victor Entertainment  |                                        |                               |                               |                               |                               |
| 1                             | Ko Utau (こううたう)                   | 17 czerwca 2015               | 12                            | Album kompilacyjny            | [ 13 ]                        |
| 2                             | Zoku Kou Utau (続こううたう)           | 20 lipca 2016                 | 10                            | Album kompilacyjny            | [ 13 ]                        |
| 3                             | KO SHIBASAKI ALL TIME BEST Uta 詩      | 20 grudnia 2017               | 33                            | Album kompilacyjny            | [ 13 ]                        |
| 4                             | KO SHIBASAKI ALL TIME BEST Ei 詠       | 20 grudnia 2017               | 38                            | Album kompilacyjny            | [ 13 ]                        |
| 5                             | Actor's the Best ~Melodies of Screens~ | 29 listopada 2023             | 14                            | Album kompilacyjny            | [ 13 ]                        |

## Nagrody i nominacje
| Rok  | Ceremonia                                                | Kategoria                                           | Nominowany                                                   | Rezultat | Przy.  |
| ---- | -------------------------------------------------------- | --------------------------------------------------- | ------------------------------------------------------------ | -------- | ------ |
| 2001 | Nagrody Filmowe Hochi                                    | Najlepsza Aktorka Drugoplanowa                      | Go                                                           | Wygrana  | [ 1 ]  |
| 2001 | Nagrody Nikkan Sports Film                               | Najlepszy Debiutant                                 | Go                                                           | Wygrana  | [ 14 ] |
| 2002 | Nagrody Japońskiej Akademii Filmowej                     | Najlepsza Aktorka Drugoplanowa                      | Go                                                           | Wygrana  | [ 15 ] |
| 2002 | Nagrody Japońskiej Akademii Filmowej                     | Debiutant roku                                      | Go                                                           | Wygrana  | [ 15 ] |
| 2002 | Kinema Junpo Best 10                                     | Najlepsza Aktorka Drugoplanowa                      | Go i Kakashi                                                 | Wygrana  | [ 1 ]  |
| 2002 | Festiwal Filmowy w Jokohamie                             | Najlepsza Aktorka Drugoplanowa                      | Go                                                           | Wygrana  | [ 1 ]  |
| 2002 | Nagrody Błękitnej Wstęgi                                 | Najlepsza Nowa Aktorka                              | Go                                                           | Wygrana  | [ 1 ]  |
| 2002 | Nagrody Filmowe Mainichi                                 | Debiutant Roku                                      | Go                                                           | Wygrana  | [ 1 ]  |
| 2002 | Nagrody Filmowe Tokyo Sports                             | Najlepszy Debiutant                                 | Go                                                           | Wygrana  | [ 1 ]  |
| 2002 | Nagrody Japońskich Krytyków Filmowych                    | Najlepszy Debiutant                                 | Go                                                           | Wygrana  | [ 16 ] |
| 2002 | Takasaki Film Festival                                   | Najlepszy Debiutant                                 | Go                                                           | Wygrana  | [ 1 ]  |
| 2003 | Drama Academy Awards                                     | Najlepsza Aktorka Drugoplanowa                      | Yume no California i Sora Kara Furu Ichioku no Hoshi         | Wygrana  | [ 17 ] |
| 2003 | Nagrody Hashida                                          | Debiutant                                           | Sora Kara Furu Ichioku no Hoshi i Good Luck!!                | Wygrana  | [ 18 ] |
| 2003 | Nagrody Élan d’Or                                        | Debiutant Roku                                      | Kō Shibasaki                                                 | Wygrana  | [ 19 ] |
| 2004 | Drama Academy Awards                                     | Najlepsza Piosenka w Dramie                         | Kō Shibasaki - Katachi Aru Mono w dramie Koi Suru Sokuratesu | Wygrana  | [ 20 ] |
| 2005 | Nagrody Filmowe Fumiko Yamaji                            | Najlepsza Aktorka                                   | House of Himiko                                              | Wygrana  | [ 21 ] |
| 2005 | Festiwal Filmowy w Osace                                 | Najlepsza Aktorka                                   | House of Himiko                                              | Wygrana  | [ 22 ] |
| 2008 | Drama Academy Awards                                     | Najlepsza Aktorka Drugoplanowa                      | Galileo                                                      | Wygrana  | [ 23 ] |
| 2008 | Drama Academy Awards                                     | Najlepsza Piosenka w Dramie                         | KOH＋ - Kiss Shite w dramie Galileo                          | Wygrana  | [ 23 ] |
| 2013 | Nagroda Nikkan Sports Drama Grand Prix                   | Najlepsza Aktorka Drugoplanowa (w jesiennej dramie) | Ando Lloyd - A.I. Knows Love?                                | Wygrana  | [ 24 ] |
| 2016 | Nagrody Bulgari AVRORA                                   |                                                     | Kō Shibasaki                                                 | Wygrana  | [ 25 ] |
| 2017 | Japońska Nagroda dla Najlepiej Wyglądających w Biżuterii | Kategoria po Trzydziestce                           | Kō Shibasaki                                                 | Wygrana  | [ 26 ] |
| 2017 | HUBLOT Loves Women Award                                 |                                                     | Kō Shibasaki                                                 | Wygrana  | [ 27 ] |